# Харук, Андрей Иванович
Андрей Иванович Харук (22 сентября 1972 года, Нововолынск) — украинский военный историк, доктор исторических наук, профессор, бывший заведующий кафедрой гуманитарных наук Национальной академии сухопутных войск имени гетмана Петра Сагайдачного.

## Биография
Родился 22 сентября 1972 года в Нововолынске. Учился в средней общеобразовательной школе № 8 города Нововолынск.
В 1989 году поступил в Луцкий государственный педагогический институт имени Леси Украинки на специальность «История и методика воспитательной работы», однако в 1994 году окончил уже переименованный Волынский государственный университет имени Леси Украинки.
Впоследствии начал работу над получением научной степени, исследуя внешнеэкономические связи Волынского воеводства в 1921—1939 годах, однако изменил тему диссертации и в 2000 году получил степень кандидата исторических наук по специальности «Военная история» на тему «Военно-воздушные силы Украины в 1917—1920 гг.». Научным руководителем выступил Леонтий Дещинский.
Параллельно получил второе высшее образование по специальности «Экономика предприятия» в Луцком государственном техническом университете. Также в 1994—2001 годах работал в должности преподавателя общеобразовательных дисциплин в Нововолынском электромеханическом техникуме.
В 2001—2002 годах Андрей Харук занимал должность старшего преподавателя кафедры правоведения в Луцком представительстве Открытого международного университета развития человека «Украина».
С 2002 по 2012 год работал в должности старшего преподавателя кафедры истории Украины, науки и техники в Национальном университете «Львовская политехника».
В 2011 защитил докторскую диссертацию на тему: «Авиационная промышленность Украины как составляющая военно-промышленного комплекса в 1910-е-1980-е годы».
С 2012 по 2022 год работал в должности заведующего кафедрой гуманитарных наук в Национальной академии сухопутных войск имени Петра Сагайдачного, также в течение определенного периода был старшим научным сотрудником Научно-исследовательского института украиноведения.
Член Всеукраинской общественной организации «Научное гуманитарное общество».

## Научное наследие
Спектр научных интересов: военная и военная история, армия, история военной техники.
Опубликовал более 330 публикаций, среди которых 3 монографии. При его руководстве были защищены три диссертационных исследования. Автор ряда рецензий, отзывов на диссертационные работы, оппонент при защите диссертаций по военной истории. Активно участвует в международных конференциях, посвященных вопросам истории науки и техники в Украине и Польше.
Член редколлегии «Военно-научного вестника», член рабочей группы по разработке национальной концепции военной истории, а также автор в сборнике научных трудов «Исследования по истории техники» (Государственный политехнический музей при КПИ им. Игоря Сикорского) и член диссертационного совета Д 35.051.25.

## Публикации
Монографии:
- Харук А. Очерк истории авиационной промышленности Украины (1910—1980-е гг.). — Львов, Нац ун-т «Львов. Политехника». — Л., 2010.

Основные публикации:
- Харук А. История проектирования и строительства на Украине самолетов для морской авиации // Военно-научный вестник НАСВ им. гетмана П.Сагайдачного. — В.17. — С.129-138. — ISSN № 2313-5603.

- Харук А. Истребители Дмитрия Григорьевича // Военно-научный вестник НАСВ им. гетмана П.Сагайдачного. — В.18. — С.265-274. — ISSN № 2313-5603.

- Харук А. Проблемы развития артиллерии дивизионного звена: сравнительно-исторический аспект//Военно-научный вестник НАСВ им. гетмана П.Сагайдачного. В.19. — С.256-267. — ISSN № 2313-5603.

- Харук А. Производство на Харьковском авиазаводе бомбардировщика «Су-27». //Военно-научный вестник НАСВ им. гетмана П.Сагайдачного. — В.20. — С.145-155. — ISSN № 2313-5603.

- Харук А. Служба и боевое применение самолетов «Анаде» в первую мировую войну // Военно-научный вестник НАСВ им. гетмана П.Сагайдачного. — В.21. — С.228-237. — ISSN № 2313-5603.

- Харук А. Самолеты «Вуазен»: развитие, производство и применение // Военно-научный вестник НАСВ им. гетмана П.Сагайдачного. — В.22. — С.249-259. — ISSN № 2313-5603.

- Харук А. Советская военная авиация в Украине в первой половине 20-х годов: организация и вооружение// Военно-научный вестник НАСВ им. гетмана П.Сагайдачного. — В.23. — С.205-214. — ISSN № 2313-5603.

- Харук А. Некоторые аспекты освещения в зарубежной периодике участия украинской авиации в антитеррористической операции на востоке Украины // Военно-научный вестник НАСВ им. гетмана П.Сагайдачного. — В.24. — С.206-2018. — ISSN № 2313-5603.

- Харук А. Висвітлення у спеціалізованій періодиці участі української авіації в Антитерористичній операції: спроба історіографічного аналізу // Військово-науковий вісник НАСВ ім. гетьмана П.Сагайдачного. — В.25. — С.255-265. — ISSN № 2313-5603.
- Харук А. Мрія про крила: Історія української авіаційної промисловості 1910—1991 рр. — Київ: Темпора, 2010. — 296 с.
- Харук А. Військово-технічний аспект у діяльності Харківського авіазаводу (60-ті — 80-ті роки XX століття) // Історія галузей та підприємств. Дослідження з історії техніки — випуск 16 (2012).
- Андрій Харук, В’ячеслав Кондратьєв, Марат Хайрулін «„Анатра“: Літаки одеського авіабудівного підприємства, 1910—1924 рр.» (2009);
- Харук А. Крила України: Військово-повітряні сили України, 1917—1920 рр. / А. Харук. — К.: Темпора, 2009. — 96 с.
- Харук А. І. Участь військово-повітряних сил України у боротьбі проти більшовицької агресії в 1917—1920 рр. / А. І. Харук // Військово-науковий вісник. — Випуск 5. — Львів: ЛВІ, 2003. — С. 265—275.
- Харук А. Повітряний Флот Української Держави / А. Харук // Українська Держава — жорсткі уроки. Павло Скоропадський. Погляд через 100 років. — Харків: Книжковий клуб «Клуб Сімейного Дозвілля», 2018.
- Історія українського війська / М. Відейко, А. Галушка, В. Лободаєв, М. Майоров, Я. Примаченко, Є. Синиця, А. Харук та ін. / під заг. ред. В. Павлова — Харків: Клуб сімейного дозвілля, 2016; — 416 с. — ISBN 978-617-12-1472 −9
- Бойові літаки ХХІ століття / Андрій Харук. — Харків: Книжковий клуб «Клуб Сімейного Дозвілля», 2017. — 400 с. — ISBN 978-617-12-3864-0
- Лучший палубный истребитель / Андрей Харук. — М.: Яуза, Эксмо, 2010. — 128 с. — (Война и мы. Авиаколлекция). — ISBN 978-5-699-41280-8
- Разрушители Люфтваффе Bf 110, Me 210, Me 410 / Андрей Харук. — М.: Яуза, Эксмо, 2010. — 112 с. — (Война и мы. Авиаколлекция). — ISBN 978-5-699-49661-7
- Ненавистная Рама Fw 189. Лучший самолет-разведчик Второй Мировой / Андрей Харук. — М.: Яуза, Эксмо, 2011. — 96 с. — (Война и мы. Авиаколлекция). — ISBN 978-5-699-46580-4
- Убийца МиГов. Истребитель F-4 ФАНТОМ II / Андрей Харук. — М.: Яуза, Эксмо, 2011. — 144 с. — (Война и мы. Авиаколлекция). — ISBN 978-5-699-53036-6
- Летающий танк Гитлера. Штурмовик Hs 129 — от самолета поля боя до убийцы танков / Андрей Харук. — М.: Яуза, Эксмо, 2012. — 96 с. — (Война и мы. Авиаколлекция). — ISBN 978-5-699-54175-1
- Скоростные бомбардировщики Гитлера Do 17 и Do 217 / Андрей Харук. — М.: Яуза, Эксмо, 2012. — 96 с. — (Война и мы. Авиаколлекция). — ISBN 978-5-699-56550-4
- Соколы Муссолини. Итальянские истребители Второй Мировой / Андрей Харук. — М.: Яуза, Эксмо, 2012. — 128 с. — (Война и мы. Авиаколлекция). — ISBN 978-5-699-55292-4
- Me 163 Komet — истребитель Летающих крепостей / Андрей Харук. — М.: Яуза, Эксмо, 2013. — 96 с. — (Война и мы. Авиаколлекция). — ISBN 978-5-699-61021-1
- Самолеты вертикального взлета Харриер и Як-38 / Андрей Харук. — М.: Яуза, Эксмо, 2013. — 96 с. — (Война и мы. Авиаколлекция). — ISBN 978-5-699-63547-4
- Французские истребители Второй Мировой / Андрей Харук. — М.: Яуза, Эксмо, 2013. — 112 с. — (Война и мы. Авиаколлекция). — ISBN 978-5-699-64810-8
- Бомбардировщики Первой Мировой войны. Более 60 типов воздушных кораблей / Андрей Харук. — М.: Яуза, Эксмо, 2014. — 208 с. — (Война и мы. Авиаколлекция). — ISBN 978-5-699-71339-4
- Тяжелые бомбардировщики Черчилля — Ланкастер, Стирлинг, Галифакс / Андрей Харук. — М.: Яуза, Эксмо, 2014. — 112 с. — (Война и мы. Авиаколлекция). — ISBN 978-5-699-68931-6
- Кондоры Люфтваффе. Дальний бомбардировщик и разведчик Fw 200 Condor / Андрей Харук. — М.: Яуза, Эксмо, 2015. — 112 с. — (Война и мы. Авиаколлекция). — ISBN 978-5-699-79286-3
- Ил-2 против «Штуки» Ju.87. Что лучше — «лаптежник» или «черная смерть»? / Андрей Харук. — М.: Яуза, Эксмо, 2012. — 320 с. — (Фронтовые дуэли. Поединки Второй Мировой). — ISBN 978-5-699-54791-3
- Яки против мессеров. Кто кого? / Андрей Харук. — М.: Яуза, Эксмо, 2012. — 257 с. — (Фронтовые дуэли. Поединки Второй Мировой). — ISBN 978-5-699-56182-7
- Истребители Второй Мировой. Самая полная энциклопедия / Андрей Харук. — М.: Яуза: Эксмо: 2012. — 368 с. — (Военно-воздушная энциклопедия). — ISBN 978-5-699-58917-3
- Ударная авиация Второй Мировой — штурмовики, бомбардировщики, торпедоносцы / Андрей Харук. — М.: Яуза: Эксмо: 2012. — 400 с. — (Военно-воздушная энциклопедия). — ISBN 978-5-699-59587-7
- ВВС XXI века. Цветное коллекционное издание / Андрей Харук. — М.: Яуза: Эксмо: 2013. — 304 с. — (Военно-воздушная энциклопедия). — ISBN 978-5-699-66316-3
- Все самолеты Люфтваффе — более 100 типов! / Андрей Харук. — М.: Яуза: Эксмо: 2013. — 336 с. — (Военно-воздушная энциклопедия). — ISBN 978-5-699-62618-2
- Боевые самолеты Второй Мировой В ЦВЕТЕ — истребители, бомбардировщики, штурмовики. Самая полная энциклопедия / Андрей Харук. — М.: Яуза: Эксмо: 2013. — 808 с. — (Всеобщая энциклопедия авиации). — ISBN 978-5-699-66589-1
- Все гидросамолеты Второй Мировой. Иллюстрированная цветная энциклопедия / Андрей Харук. — М.: Яуза: Эксмо: 2013. — 328 с. — (Всеобщая энциклопедия авиации). — ISBN 978-5-699-68140-2
- «Мессеры» против «Яков». Элитная иллюстрированная энциклопедия / Андрей Харук. — М.: Яуза: Эксмо: 2013. — 160 с. — (Дуэль оружейников. Элитное подарочное издание). — ISBN 978-5-699-67377-3
- «Штука» Ju.87 против «Черной смерти» Ил-2. Цветное иллюстрированное издание / Андрей Харук. — М.: Яуза: Эксмо: 2014. — 144 с. — (Дуэль оружейников. Элитное подарочное издание). — ISBN 978-5-699-68593-6
- Истребители Первой Мировой. Более 100 типов боевых самолетов / Андрей Харук. — М.: Яуза: Эксмо: 2014. — 304 с. — (Оружие Первой Мировой). — ISBN 978-5-699-70858-1
- Боевая авиация XXI века / Андрей Харук. — М.: Яуза: Эксмо: 2011. — 304 с. — (Военная энциклопедия XXI века). — ISBN 978-5-699-48075-3
- Боевая авиация Гитлера. Первая цветная энциклопедия Люфтваффе / Андрей Харук. — М.: Яуза: Эксмо: 2014. — 400 с. — (Оружие Гитлера. Супер-Энциклопедия). — ISBN 978-5-699-70867-3
- Все боевые самолеты Второй Мировой / Андрей Харук. — М.: Яуза: Эксмо: 2014. — 808 с. — (СуперЭнциклопедии Второй Мировой). — ISBN 978-5-699-75987-3